# Imil Sharafetdínov
Imil Irfánovich Sharafetdínov –en ruso, Имиль Ирфанович Шарафетдинов– (2 de noviembre de 1987) es un deportista ruso de origen tártaro que compite en lucha grecorromana. Ganó una medalla de bronce en el Campeonato Mundial de Lucha de 2010, en la categoría de 74 kg.

## Palmarés internacional
| Campeonato Mundial | Campeonato Mundial | Campeonato Mundial | Campeonato Mundial |
| Año                | Lugar              | Medalla            | Categoría          |
| ------------------ | ------------------ | ------------------ | ------------------ |
| 2010               | Moscú (Rusia)      | Medalla de bronce  | 74 kg              |